# سعيد محمد
سعيد محمد (1968 في طهران - )؛ عسكري إيراني برتبة عميد ثان حَرَسي، يشغل منصب المستشار للقائد العام للحرس الثوري الإيراني حسين سلامي، وكان قبلها رئيسًا لمقر خاتم الأنبياء للإعمار، الذراع الهندسي للحرس الثوري الإيراني المسيطر على قطاع المقاولات والمشاريع في إيران. حاصل على درجة الدكتوراه في الهندسة المدنية من جامعة تربية مدرس. أعلن في 17 مارس 2021 عن نيتهِ الترشح لانتخابات الرئاسة الإيرانية بعد أن تقدّم باستقالته من منصب رئاسة مقر خاتم الأنبياء للإعمار.

## وصلات خارجية
- الموقع الرسمي
- الموقع الرسمي